# وانده مونتالیوه
وانده مونتالیوه (به فرانسوی: Vendays-Montalivet) یک کمون (مطابق بخش در تقسیمات جغرافیایی ایران) در ناحیه ژیرند فرانسه است.

## خصوصیات
وانده مونتالیوه ۱۰۱٫۴۶ کیلومترمربع مساحت و ۲٬۱۶۷ نفر جمعیت دارد و ۶ متر بالاتر از سطح دریا واقع شده‌است.